# Man La Yahduruhu Al-Faqih
Man La Yahduruhu al-Faqih (en árabe: من لا يحضره الفقيه) es una compilación chiita de hadices recogida por Sheij al-Saduq, también conocido como Ibn Babawayh. Es parte de los Cuatro Libros del Islam chiita.

## Nombre de la obra
La traducción literal es “aquel que no tiene con él a un jurista”, aunque también ha sido traducido como “cada hombre es su propio jurista”.

## Recopilación
En su introducción al libro el autor explica las circunstancias de su composición y el porqué de su título. Cuando estaba en Ilaq cerca de Balkh, conoció a Sharif al-Din Abu 'Abd Allah conocido como Ni'mah. Trajo un libro compilado por Muhammad b. Zakharia al-Razi titulado Man la yahduruhu al-Tabib o “Cada hombre su propio médico” que le llamó la atención al Sheij al-Saduq. Al-Razi le pidió que compilara un libro sobre Fiqh (jurisprudencia islámica), lo halal y lo haram (lo permitido y lo prohibido) y al-shara-i' wa-'l-ahkam (la ley revelada y las leyes ordinarias), y que se basaría en todas las obras que el Sheij había compuesto anteriormente sobre el tema. Este libro se llamaría Man la yahduruh al-faqih y funcionaría como una obra de referencia.

## Contenido
Man La Yahduruhu al-Faqih se ocupa principalmente de Furu’ al-Dīn. El libro está destinado a ser de referencia para ayudar a los musulmanes chiitas en la práctica de los requisitos legales del Islam. Generalmente, el Isnad (cadena de narradores) está ausente. Por tanto, es un resumen del estudio de las tradiciones jurídicas. El propio Sheij al-Saduq dijo sobre su trabajo:
Compilé el libro sin isnads para que las cadenas (de autoridad) no fueran demasiadas (y alargaran demasiado el libro) y para que las ventajas del libro fueran abundantes. No tenía la intención habitual de los compiladores (de libros de tradiciones) de presentar todo lo que ellos (pudieran) narrar, sino que mi intención era presentar aquellas cosas por las cuales emití opiniones legales y que juzgué correctas.